# اوبرفلاخ
اوبرفلاخ (به آلمانی: Obervellach) یک منطقهٔ مسکونی در اتریش است که در ناحیه اشپیتال آن در دراو واقع شده‌است. اوبرفلاخ ۲٬۵۳۸ نفر جمعیت دارد.

## خواهرخوانده
شهرهای فرایزینگ، همر، کرویتساو، ناحیه ۱۵ بوداپست، دیلبئک، موجا، زلتس و شکفیا لکا خواهرخوانده‌های اوبرفلاخ هستند.